# Diospyros goudotii
Diospyros goudotii är en tvåhjärtbladig växtart som beskrevs av William Philip Hiern. Diospyros goudotii ingår i släktet Diospyros och familjen Ebenaceae. Inga underarter finns listade i Catalogue of Life.